# IC 4542B
IC 4542B — галактика типу S? (спіральна галактика) у сузір'ї Волопас.
Цей об'єкт міститься в оригінальній редакції індексного каталогу.